# Саргсян, Юрий Левонович
Юрий Левонович Саргсян (Саркисян) (арм. Սարգսյան Յուրի Լևոնի; 9 февраля 1941, Ереван — 25 сентября 2024) — советский и армянский учёный, академик НАН РА, Заслуженный деятель науки Республики Армения.

## Биография
Окончил механико-машиностроительный факультет Ереванского политехнического института (ЕрПИ) (1962) и аспирантуру Московского института химического машиностроения по специальности «Механизмы, машины и теория автоматических линий» (1964—1967), в 1967 году в Московском государственном институте машиноведения защитил кандидатскую диссертацию.
С 1962 г. работал в ЕрПИ: ассистент (1962—1964), с 1967 старший преподаватель, затем доцент, профессор, заведующий кафедрой. В 1988 году был избран ректором Ереванского политехнического института, занимал этот пост до 2006 года.
В 1975 году защитил докторскую диссертацию на тему «Теория проектирования механизмов по произвольному числу конечных перемещений объекта», с 1977 г. профессор.
Под его руководством Политехнический институт был в 1992 году реорганизован и переименован в Государственный инженерный университет Армении (ГИУА) и перешёл на трехступенчатую систему образования.
Основал новое направление теории синтеза механизмов: аппроксимационную кинематическую геометрию, которая изучает особый класс аппроксимационных задач, связанных с приближенным воспроизведением заданных движений. Теоретические основы направления изложены в монографии «Аппроксимационный синтез механизмов» (М. Наука, 1982).
В 1986 г. избран членом-корреспондентом АН Армянской ССР, в 1996 г. — действительным членом НАН РА. В 1989—2006 гг. член президиума НАН РА, с 1994 г. вице-президент НАН РА.
Автор более 150 научных работ, в том числе монографий. Получил 35 авторских свидетельств и патентов на изобретения.
В 1990—1995 годах депутат Верховного совета Армении.
Заслуженный деятель науки РА (2011). Награждён орденом «Знак Почёта» (1985), медалью Анании Ширакаци (1999), орденом «Месроп Маштоц» (2003), медалью НКР «Признательность» (2008).
Умер 25 сентября 2024 года в возрасте 83 лет.